# Étevaux
Étevaux ist eine französische Gemeinde mit 316 Einwohnern (Stand: 1. Januar 2022) im Département Côte-d’Or in der Region Bourgogne-Franche-Comté (vor 2016 Bourgogne). Sie gehört zum Arrondissement Dijon und zum Kanton Auxonne. Die Einwohner werden Estivaliens genannt.

## Geographie
Étevaux liegt etwa 25 Kilometer östlich von Dijon. An der nordöstlichen Gemeindegrenze verläuft das Flüsschen Albane, das zur Bèze entwässert. Umgeben wird Étevaux von den Nachbargemeinden Trochères im Norden, Marandeuil im Norden und Nordosten, Saint-Léger-Triey im Osten, Cirey-lès-Pontailler im Süden sowie von Binges im Westen.

## Bevölkerungsentwicklung
| Jahr                       | 1962 | 1968 | 1975 | 1982 | 1990 | 1999 | 2006 | 2013 | 2019 |
| Einwohner                  | 176  | 162  | 165  | 206  | 247  | 259  | 290  | 308  | 314  |
| Quellen: Cassini und INSEE |      |      |      |      |      |      |      |      |      |

## Sehenswürdigkeiten

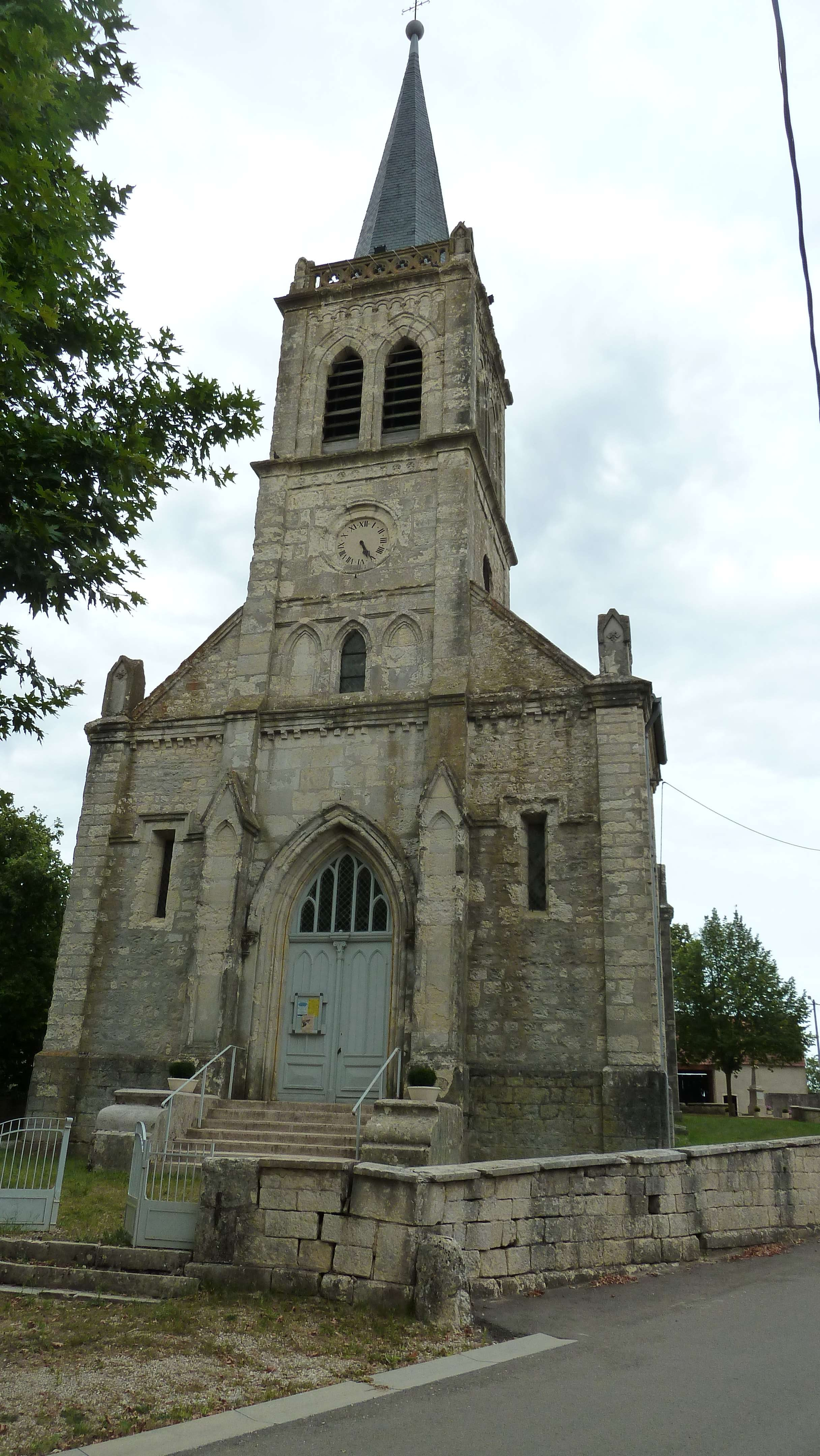
Kirche Sainte-Madeleine

- Kirche Sainte-Madeleine
- ehemaliges Waschhaus (Lavoir)